# Droga wojewódzka 258
Die Droga wojewódzka 258 (DW 258) ist eine 15 Kilometer lange Droga wojewódzka (Woiwodschaftsstraße) in der polnischen Woiwodschaft Kujawien-Pommern, die die Droga krajowa 10 in Obrowo mit der Droga krajowa 91 in Toruń verbindet.

## Streckenverlauf
Woiwodschaft Kujawien-Pommern, Kreisfreie Stadt Toruń
-  Brzoza (Droga krajowa 91, DW 586)
-  Silno (DW 654)
- Osiek nad Wisłą
-  Obrowo (DK 10)